# Liste des sites mégalithiques d'Anglesey
Cette liste non exhaustive recense les principaux sites mégalithiques d'Anglesey.

## Cartographie
Localisation des principaux sites mégalithiques d'Anglesey
| : Complexes mégalithiques · : Alignements, henges, cromlechs · : Dolmens, menhirs, tumulus, cairns · |

## Liste
| Site                                | Type             | Notes                                        | Coordonnées                 | Image |
| ----------------------------------- | ---------------- | -------------------------------------------- | --------------------------- | ----- |
| Barclodiad y Gawres (en)            | Tumulus          |                                              | 53° 12′ 25″ N, 4° 30′ 13″ O |       |
| Bryn Celli Ddu                      | Henge et tumulus |                                              | 53° 12′ 28″ N, 4° 14′ 10″ O |       |
| Din Lligwy (en)                     | Hut circle (en)  | Restes de fondations d'habitats néolithiques | 53° 21′ 01″ N, 4° 15′ 34″ O |       |
| Menhir de Llanddyfnan               | Menhir           |                                              | 53° 16′ 48″ N, 4° 13′ 18″ O |       |
| Menhir de Llanfaethlu               | Menhir           |                                              | 53° 20′ 39″ N, 4° 29′ 57″ O |       |
| Triangle de Llanfechell (de)        | Menhirs          |                                              | 53° 23′ 48″ N, 4° 27′ 43″ O |       |
| Menhir de Llanrhwydrys              | Menhirs          |                                              | 53° 23′ 03″ N, 4° 30′ 26″ O |       |
| Chambre funéraire de Lligwy (en)    | Dolmen           |                                              | 53° 21′ 00″ N, 4° 15′ 10″ O |       |
| Chambre funéraire de Tŷ Newydd (en) | Dolmen           |                                              | 53° 13′ 58″ N, 4° 28′ 52″ O |       |